# 다우 (선박)

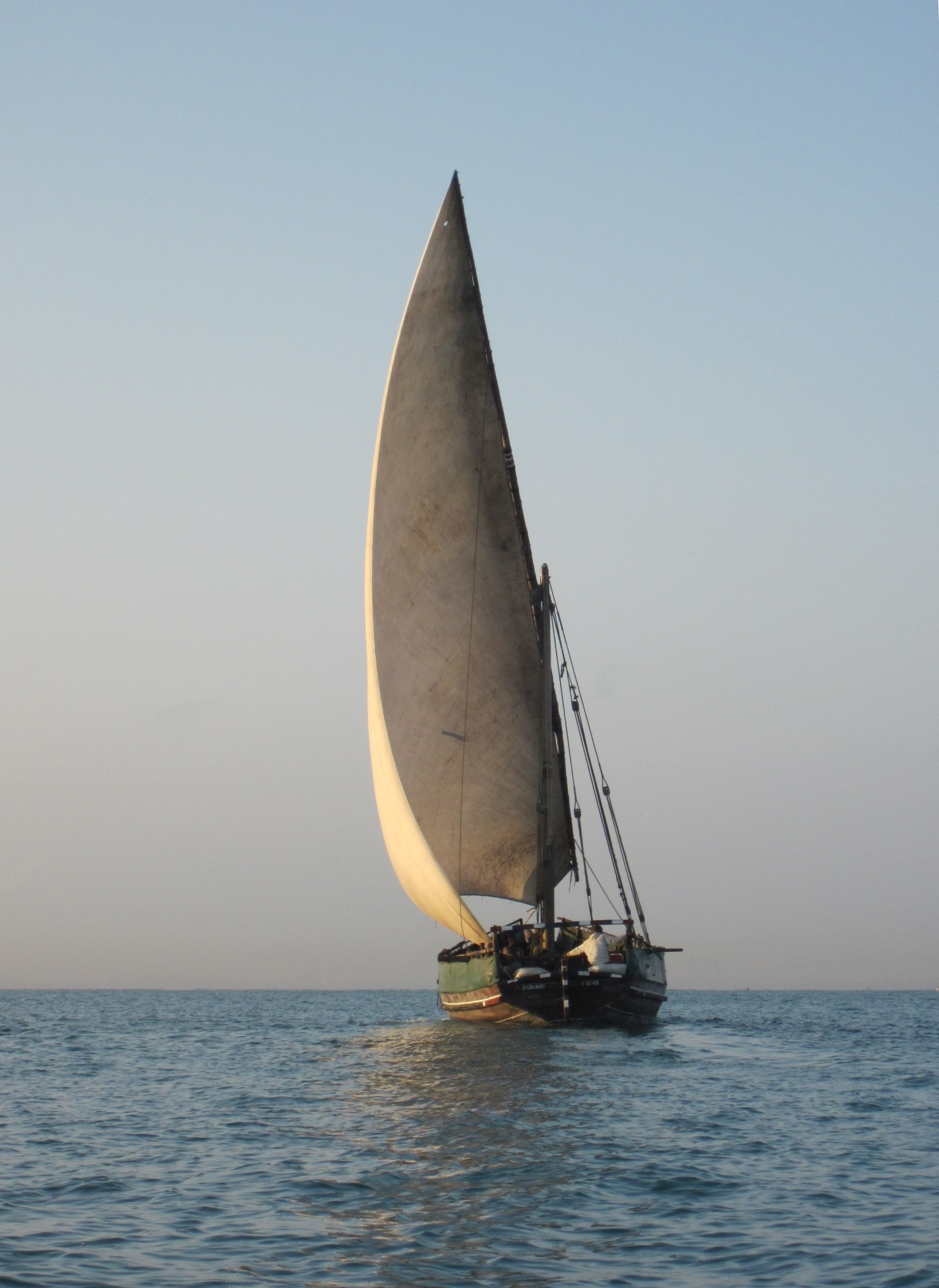
인도양에서 항해 중인 다우 선박.

다우(아랍어: داو, 영어: dhow)는 홍해와 인도양에서 널리 사용되던 일련의 전통 선박들을 부르는 명칭이다. 다우는 아랍인들에 의해 발명되었다고 일부 역사가들에 의해 추측되고 있지만, 이에 대해서는 이견이 있다. 다우는 300~500톤 정도에, 길고 좁은 선체를 가지고 있으며, 아라비아 반도, 파키스탄, 인도, 방글라데시, 동아프리카 지역에서 교역 업무를 수행하는데 널리 사용되었다. 다우는 큰 것은 30명, 작은 것은 12명 정도의 인원을 수용할 수 있었다.

## 같이 보기
- 지벡